# Melo
Melo je grad i sjedište departmana Cerro Largo na sjeveroistoku Urugvaja. Prema popisu iz 2011. godine imao je 51.830 stanovnika, po čemu je deveti najnaseljeniji grad u Urugvaju. Zapadnim dijelom grada teče rijeka Tacuarí.
Smješten je u središtu departmana Cerro Largo, na mjestu gdje se križaju autoceste br. 7 i 8, 60 kilometara južno od gradića Aceguá na granici s Brazilom. Melom prolaze i autoceste br. 26 i 44.
U gradu djeluje nogometni klub Cerro Largo F.C., osnovan 19. studenog 2002., što ga čini jednim od najmlađih urugvajskih nogometnih klubova i jedniom od najmlađih prvoligaša u cijeloj Južnoj Americi.

## Povijest
Melo je 27. lipnja 1795. osnovao Agustín de la Rosa, časnik Španjolskog kolonijalnog carstva. Grad je nazvan prema španjolskom vojniku i kolonijalnom časniku Pedru Melu de Portugalu.
Budući da se nalazi blizu granice s Brazilom, kojeg su kolonizirali Portugalci, Villa de Melo (tako se zvao dok je bio selo), više je puta bio napadnut od strane portugalske vojske: 1801., 1811. i 1816. godine. Nakon što je Urugvaj stekao neovisnost, Melo je proglašenim sjedištem novoosnovanog departmana Cerro Largo.
1845. gradski trg je preimenovan u čast Manuela Oribe, drugog urugvajskog predsjednika i političkoga vođe Bijele stranke (španjolski Partido Blanco), koji je uvelike pridonio pomirenju i razvijanju odnosa s Nacionalnim pokretom u ovom dijelu Urugvaja, gdje je stanovništvo uglavnom uvijek opredijeljeno za jednu političku opiju.
Prije urugvajske neovisnosti Melo je imao titulu gradića (villa). Status grada (ciudad) dobio je 22. svibnja 1895. Jedan je od devet gradova koji su bili sjedišta prvih urugvajskih departmana utemeljenih 1816. godine.
Povjesničar J.C. Chasteen pisao je o Melu u svojoj knjizi o povijesti Urugvaja "Heroes on Horseback: A Life and Times of the Last Gaucho Caudillos".

## Stanovništvo
Prema popisu stanovništva iz 2011. godine, u Melu je živjelo 51.830 stanovnika.
| Godina | Stanovništvo |
| ------ | ------------ |
| 1908.  | 12.355       |
| 1963.  | 33.741       |
| 1975.  | 38.487       |
| 1985.  | 42.245       |
| 1996.  | 46.883       |
| 2004.  | 50.578       |
| 2011.  | 51.830       |

- Izvor: Državni statistički zavod Urugvaja.[5]

## Vanjske poveznice
- (šp.) Službene stranice departmana Cerro Largo  Arhivirana inačica izvorne stranice od 2. listopada 2018. (Wayback Machine)
- (šp.) Cerro Largo F.C. - službene stranice kluba